# آذر ۱۳۸۸
آذر ۱۳۸۸، نهمین ماه سال ۱۳۸۸ هجری خورشیدی است.
آغاز آن یک‌شنبه، ۱ آذر ۱۳۸۸ برابر با ۲۲ نوامبر ۲۰۰۹ میلادی است.